# 竹叶臭蛙
竹叶臭蛙（学名：Rana versabilis）为赤蛙科臭蛙属的两栖动物，是中国的特有物种。分布于浙江、安徽、江西、福建、湖南、广东、广西、贵州、海南等地，多生活于植被茂盛的山区溪流或瀑布附近以及常蹲在水边苔藓上。其生存的海拔范围为350至1350米。该物种的模式产地在广西龙胜。